# Jalen Nailor
Jalen Nailor (Palmdale, 2 marzo 1999) è un giocatore di football americano statunitense che milita nel ruolo di wide receiver per i Minnesota Vikings della National Football League (NFL).

## Carriera

### Minnesota Vikings
Nailor al college giocò a football a Michigan State. Fu scelto nel corso del sesto giro (191º assoluto) nel Draft NFL 2022 dai Minnesota Vikings. Nella settimana 4 contro i New Orleans Saints ricevette il primo passaggio da 13 yard su una finta di punt dal punter Ryan Wright nella vittoria per 28–25. Nel penultimo turno contro i Green Bay Packers segnò il suo primo touchdown su un passaggio da 47 yard di Kirk Cousins. La sua partita si chiuse con 3 ricezioni per 89 yard. Nella sua stagione da rookie fece registrare 9 ricezioni per 179 yard e un touchdown in 15 presenze, nessuna delle quali come titolare.